# Amaranthus squamulatus
Amaranthus squamulatus är en amarantväxtart som först beskrevs av Nils Johan Andersson, och fick sitt nu gällande namn av Benjamin Lincoln Robinson. Amaranthus squamulatus ingår i släktet amaranter, och familjen amarantväxter. Inga underarter finns listade i Catalogue of Life.